# Bassemberg
Bassemberg (deutsch Bassenberg, elsässisch Bàssebari) ist eine französische Gemeinde mit 223 Einwohnern (Stand 1. Januar 2021) im Kanton Mutzig im Département Bas-Rhin in der Region Grand Est (bis 2015 Elsass).

## Geografie
Das Vogesendorf liegt im Tal des Giessen, etwa 15 Kilometer nordwestlich von Sélestat.

## Geschichte
Bassemberg war während des Ersten Weltkriegs ein Zwischenbahnhof der von den deutschen Streitkräften verlegten, 42 km langen Lordonbahn.

## Bevölkerungsentwicklung
| 1962 | 1968 | 1975 | 1982 | 1990 | 1999 | 2006 | 2017 |
| ---- | ---- | ---- | ---- | ---- | ---- | ---- | ---- |
| 213  | 216  | 197  | 187  | 234  | 232  | 264  | 249  |

|  |  |